# Жунчен
Жунчен (кит.: 荣成) — окружне місто Вейхай, що знаходиться на рівні префектури, на східній околиці провінції Шаньдун, Китай, з видом на Жовте море в усіх напрямках, крім заходу.

## Історія
Згідно з історичними записами, перший імператор династії Цінь двічі відвідував Жунчен, будуючи мости та храми. У 1735 році, під час правління династії Цін, імператор Юнчжен дав сучасну назву Жунчен.

## Клімат
| Клімат Жунчена (1981−2010) | Клімат Жунчена (1981−2010) | Клімат Жунчена (1981−2010) | Клімат Жунчена (1981−2010) | Клімат Жунчена (1981−2010) | Клімат Жунчена (1981−2010) | Клімат Жунчена (1981−2010) | Клімат Жунчена (1981−2010) | Клімат Жунчена (1981−2010) | Клімат Жунчена (1981−2010) | Клімат Жунчена (1981−2010) | Клімат Жунчена (1981−2010) | Клімат Жунчена (1981−2010) | Клімат Жунчена (1981−2010) |
| Показник                   | Січ.                       | Лют.                       | Бер.                       | Квіт.                      | Трав.                      | Черв.                      | Лип.                       | Серп.                      | Вер.                       | Жовт.                      | Лист.                      | Груд.                      |                            |
| Абсолютний максимум, °C    | 10,8                       | 12,7                       | 18,9                       | 25,2                       | 32,0                       | 32,6                       | 32,0                       | 32,2                       | 31,2                       | 27,5                       | 20,6                       | 15,7                       |                            |
| Середній максимум, °C      | 2,7                        | 3,9                        | 7,8                        | 13,3                       | 18,5                       | 22,5                       | 25,6                       | 27,0                       | 24,4                       | 19,5                       | 12,4                       | 5,9                        |                            |
| Середня температура, °C    | −0,4                       | 0,6                        | 4,4                        | 10,0                       | 15,1                       | 19,4                       | 23,0                       | 24,4                       | 21,4                       | 16,2                       | 9,2                        | 2,7                        |                            |
| Середній мінімум, °C       | −3                         | −2,1                       | 1,8                        | 7,1                        | 12,1                       | 16,6                       | 20,4                       | 22,1                       | 18,8                       | 13,3                       | 6,2                        | 0,1                        |                            |
| Абсолютний мінімум, °C     | −12,3                      | −12,9                      | −5,6                       | −0,3                       | 6,0                        | 10,6                       | 16,7                       | 16,4                       | 9,3                        | 0,2                        | −5,3                       | −8,2                       |                            |
| Норма опадів, мм           | 10.8                       | 13.0                       | 24.0                       | 40.8                       | 60.8                       | 79.7                       | 174.9                      | 178.7                      | 101.6                      | 31.8                       | 26.6                       | 13.9                       |                            |
| Вологість повітря, %       | 62                         | 63                         | 65                         | 69                         | 75                         | 84                         | 91                         | 86                         | 73                         | 65                         | 64                         | 63                         |                            |
| -------------------------- | -------------------------- | -------------------------- | -------------------------- | -------------------------- | -------------------------- | -------------------------- | -------------------------- | -------------------------- | -------------------------- | -------------------------- | -------------------------- | -------------------------- | -------------------------- |